# ايان روبير
ايان روبير (بالإنجليزية: Ian Roper)‏ (20 يونيو 1977 في المملكة المتحدة - ) هو لاعب كرة قدم بريطاني في مركز الدفاع. لعب مع نادي لوتون تاون ونادي والسول ونادي كيترينغ تاون ونادي تاموورث وBedworth United F.C. ‏.

## وصلات خارجية
- ايان روبير على موقع قاعدة بيانات كرة القدم.إي يو (الإنجليزية)
- ايان روبير على موقع Soccerbase.com (لاعب) (الإنجليزية)